# Tora! Tora! Tora!
Tora! Tora! Tora! (jap. トラ・トラ・トラ!) – japońskie hasło do ataku na Pearl Harbor, przesłane 7 grudnia 1941 o 7:53 przez komandora porucznika lotnictwa Mitsuo Fuchidę na lotniskowiec Akagi. Japońskie słowo tora oznacza tygrysa, w tym wypadku użyto go jako akronimu słów totsugeki (nagły atak) i raigeki (atak torpedowy).
Chronologicznie Tora! Tora! Tora! było trzecim i ostatnim spośród haseł użytych w czasie przygotowań do ataku. Wbrew rozpowszechnionym wyobrażeniom hasłem wzywającym do ataku było To! To! To! (jap. Totsugeki seyo, atakować), nadane przez Fuchidę o 7:49, poprzedzone hasłem Tenkai! (przygotować się do ataku) o 7:40. Hasło Tora! Tora! Tora! oznaczało, że element zaskoczenia się powiódł.
Hasło Tora! Tora! Tora! posłużyło za tytuł popularnego amerykańsko-japońskiego filmu wojennego z 1970 oraz jako tytuł utworu grupy Depeche Mode.
„Tora Tora Tora” to także tytuł utworu zespołu Numero Uno.